# 帕利亞坦加縣
1°59′S 78°57′W / 1.983°S 78.950°W
帕利亞坦加縣（西班牙語：Cantón Pallatanga），是厄瓜多爾的縣份，位於該國中部，由欽博拉索省負責管轄，面積377平方公里，海拔高度1,285米，2001年人口10,800，人口密度每平方公里28.65人。